# Saint-Amans (Aude)
Saint-Amans é uma comuna francesa na região administrativa de Occitânia, no departamento de Aude. Estende-se por uma área de 8,16 km². Em 2010 a comuna tinha 65 habitantes (densidade: 8 hab./km²).